# En el bunker
En el bunker  es el segundo álbum de estudio del grupo chileno Fulano lanzado en 1989 por el Sello Alerce. El álbum tuvo una primera edición en casete doble en 1989, posteriormente fue relanzado en 1994 en una versión reducida en formato de Disco compacto. En 2016 fue lanzado nuevamente en formato en disco de vinilo. Fue uno de los primeros álbumes dobles editados en Chile.

## Historia
En el año 1989 Fulano lanzó su segunda producción: "En el Bunker", un "casete" doble con más de 100 minutos de música. El lanzamiento se realizó a través de un concierto efectuado en el Teatro Teletón, el día 19 de agosto de 1989.
Este trabajo se constituye como el de mayor extensión nunca antes grabado en Chile. Su increíble despliegue de virtuosismo y calidad musical, unido a sus satíricas letras, consagró a la banda como una de las mejores del "jazz fusión" de Sudamérica. Composiciones como "Sentimental Blues", "La Historia no me convence, sólo me atraganta", "No me gusta que se metan conmigo", "Perro, chico, malo", "Buhardillas", "El Dar del Cuerpo" y la exitosa "Adolfo, Benito, Augusto y Toribio", son ejemplos significativos en la historia creativa de la banda. Gracias a este trabajo el grupo ganó el Premio APES (Asociación Periodistas de Espectáculos de Chile), mención “Aporte al Jazz”. Asimismo, la ya desaparecida Radio Concierto les otorgó el Premio a “Mejor Grupo de Rock 1989”. Pese a que las canciones estaban muy lejos de la lógica de singles o videoclips que por entonces ocupaban a sus colegas pop. Por el contrario, las críticas letras y la actitud contestataria de la banda marcaba un rechazo a la dictadura militar con un estilo completamente diferente al del Canto Nuevo o al rock de Los Prisioneros. 
En 1994 se presentan junto al legendario multinstrumentista brasileño Hermeto Pascoal en el Teatro Municipal de Viña del Mar y en octubre de ese mismo año, se celebran los 10 años de trayectoria en un imponente concierto multi artístico en el Teatro de la Universidad de Chile, que incluía el relanzamiento del álbum para formato de CD. Sus carátulas, una roja y otra azul, tenían la imagen del cañón de un tanque, la cual fue reemplazada por una ilustración de una puerta metálica bajo varios candados. En esta versión también quedaron fuera tres grandes piezas llamadas “¿Y ahora, qué?”, “No me gusta que se metan conmigo” y  “Que o la tumba serás”, mientras que otras fueron acortadas para poder editarse en un solo CD.
En el año 2009, luego de reunirse tras la separación en 2003 a causa de la muerte de Jaime Vivanco, se realiza la celebración de los 20 años del álbum considerado "de culto" y uno de los más representativos de la banda. Se realizó en el Teatro Nescafé de las Artes y fue presentado completo.

## Temas (edición original de 1989)

### Casete 1
| N.º | Título                                                            | Escritor(es) | Duración |  |
| 1.  | «Sentimental Blues»                                               | Campos       | 5:52     |  |
| 2.  | «La historia no me convence, solo me atraganta»                   | Campos       | 10:41    |  |
| 3.  | «No me gusta que se metan conmigo»                                | Campos       | 7:58     |  |
| 4.  | «Adolfo, Benito, Augusto y Toribio»                               | Vivanco      | 2:53     |  |
| 5.  | «Nena, no te vayas a Chimbarongo; no te vayas hoy, andate mañana» | Crisosto     | 7:53     |  |
| 6.  | «Gran restrictor, ten piedad (de nosotros)»                       | Crisosto     | 7:52     |  |
| 7.  | «Que o la tumba serás»                                            | Campos       | 6:02     |  |

### Casete 2
| N.º | Título                                      | Escritor(es)    | Duración |  |
| 1.  | «Rap-Rock»                                  | Campos          | 3:32     |  |
| 2.  | «Buscando peyolt»                           | Campos, Vivanco | 8:46     |  |
| 3.  | «Perro, chico, malo»                        | Vivanco         | 4:07     |  |
| 4.  | «¿Y ahora, que?»                            | Crisosto        |          |  |
| 5.  | «El dar del cuerpo»                         | Crisosto        | 7:04     |  |
| 6.  | «Honor, decencia, dignidad, moral y patria» | Crisosto        | 8:08     |  |
| 7.  | «Buhardillas»                               | Vivanco         | 1:38     |  |
| 8.  | «En el bunker»                              | Campos, Vivanco | 5:47     |  |

## Temas (edición en CD de 1994)
| N.º | Título                                                            | Duración |  |
| 1.  | «La historia no me convence, solo me atraganta»                   | 10:41    |  |
| 2.  | «Perro, chico, malo»                                              | 4:07     |  |
| 3.  | «Nena, no te vayas a Chimbarongo; no te vayas hoy, andate mañana» | 7:53     |  |
| 4.  | «En el bunker»                                                    | 5:47     |  |
| 5.  | «Burhardillas»                                                    | 1:38     |  |
| 6.  | «Rap-Rock»                                                        | 3:32     |  |
| 7.  | «En este momento Ud, se encuentra en el medio del disco»          | 0:09     |  |
| 8.  | «Buscando peyotl»                                                 | 8:46     |  |
| 9.  | «Gran restrcitor, ten piedad (de nosotros)»                       | 7:57     |  |
| 10. | «Adolfo, Benito, Augusto y Toribio»                               | 2:53     |  |
| 11. | «Honor, decencia, dignidad, moral y patria»                       | 8:08     |  |
| 12. | «Sentimental blues»                                               | 5:52     |  |
| 13. | «El dar del cuerpo»                                               | 7:04     |  |

## Créditos
- Jaime Vivanco: composición y teclados
- Cristián Crisosto: composición, saxos, flauta traversa, clarinete bajo.
- Jorge Campos: composición y bajo
- Jaime Vásquez: saxos y flauta traversa
- Arlette Jequier: voz y clarinete
- Guillermo Valenzuela: batería